# پتی مک‌کورمک
پتی مک‌کورمک (انگلیسی: Patty McCormack؛ زادهٔ ۲۱ اوت ۱۹۴۵) یک هنرپیشه اهل ایالات متحده آمریکا است.
از فیلم‌ها یا برنامه‌های تلویزیونی که وی در آن نقش داشته است می‌توان به استاد اشاره کرد.